# Wasserwerk (Aurich)
| Wasserturm Aurich       | Wasserturm Aurich           |
| Wasserturm              | Wasserturm                  |
| Daten                   | Daten                       |
| ----------------------- | --------------------------- |
| Baujahr:                | um 1910                     |
| Turmhöhe:               | 42 Meter                    |
| Betriebszustand:        | außer Betrieb               |
| Nutzung:                | Wasserversorgung von Aurich |
| Verbundenes Wasserwerk: | Aurich                      |
| Heutige Nutzung:        | ohne Funktion               |

Das alte Auricher Wasserwerk ist ein unter Denkmalschutz stehendes Bauensemble in der ostfriesischen Stadt Aurich. Es besteht aus Wasserturm, Wohnhaus, Pumpenhaus und Filterhaus. Der Gebäudekomplex am Wasserwerksweg ist durch eine historistische Formgebung geprägt, die im Detail aber auch Einflüsse von Jugendstil und Reformarchitektur erkennen lässt.

## Geschichte
In der Stadt Aurich herrschte um die Wende zum 20. Jahrhundert große Wasserknappheit. Im Jahre 1907 begannen die Planungen zum Bau eines ersten Wasserwerkes. 1910 errichtete die Stadt das Werk im nördlichen Stadtbereich westlich des Eickebuscher Wegs und verlegte neue Wasserleitungen. Ein Jahr später erfolgte die Inbetriebnahme mit anfangs 300 Anschlüssen. Als Nebeneffekt erhöhte die Wasserversorgung der Stadt auch die öffentliche Sicherheit beträchtlich, da sie das Feuerlöschen wesentlich erleichterte. In den 1960er Jahren ließ der Oldenburgisch-Ostfriesische Wasserverband (OOWV) das Filterhaus errichten. In den 1970er Jahren legte der OOWV das Werk still. Seine Funktion übernahm das 1980 eröffnete neue Wasserwerk in Aurich. Das alte Wasserwerk war daraufhin ohne Nutzung und die Maschinenausstattung wurde verschrottet. Die Gebäude verfielen in der Folge, bis im Jahr 1984 ein Architekt das vom Abriss bedrohte Ensemble übernahm. Er richtete sein Büro im Pumpenhaus ein, sanierte die Turmkuppel und versetzte die historischen Wendeltreppen, die in die Turmspitze führen. Inzwischen gehört der Komplex, der nur von außen besichtigt werden kann, wieder der Stadt Aurich.

## Beschreibung der einzelnen Gebäude

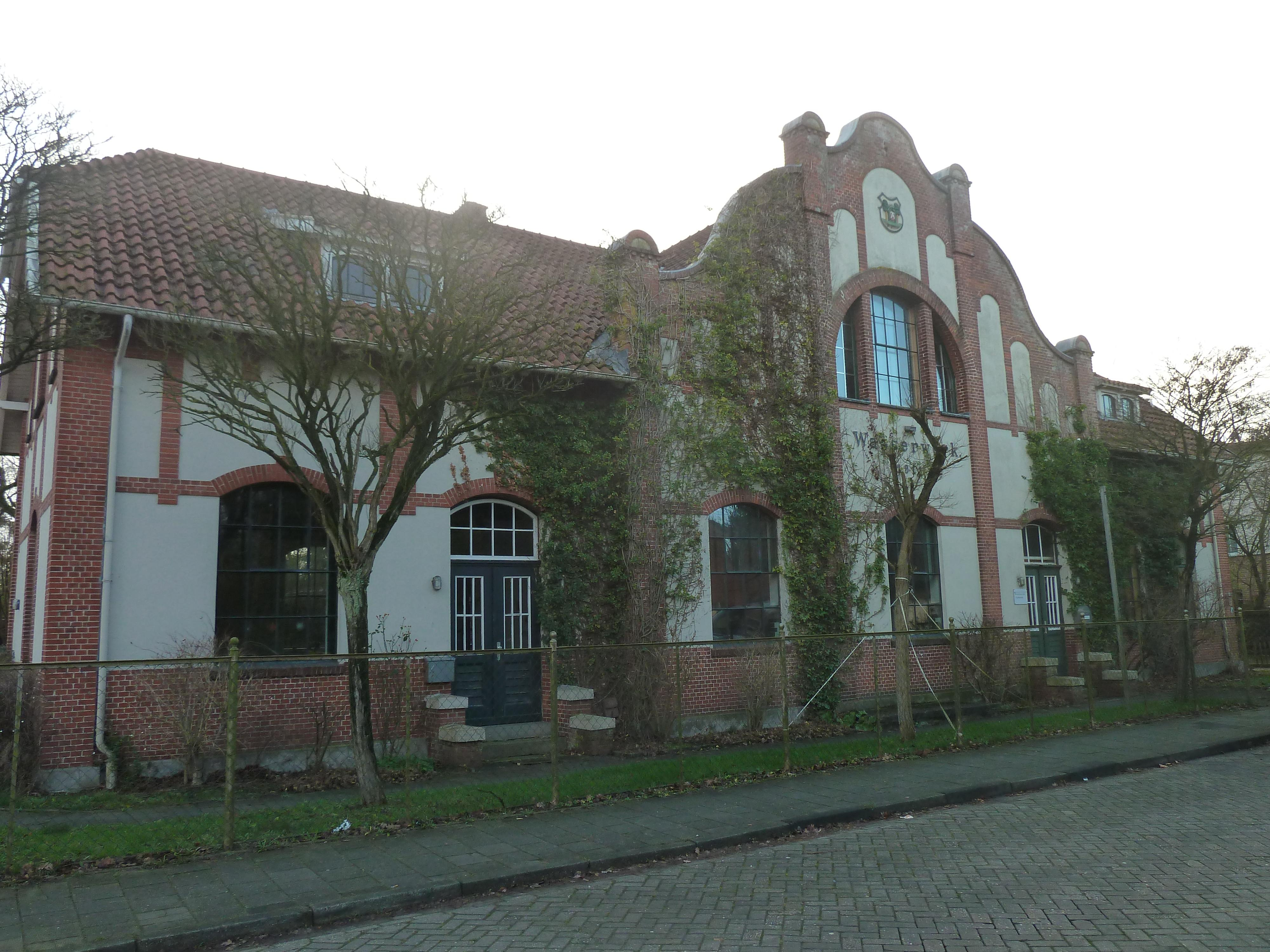
Maschinenhaus von 1911

Der Wasserturm ist der älteste Teil des Ensembles. Er entstand um 1910 als fünfgeschossiger Ziegelrohbau mit Putzblenden. Der Turmschaft wurde auf kreisförmigem Grundriss aufgemauert, er verjüngt sich bis zum fünften Geschoss, ehe er auf mehrschenkligem Grundriss auskragt. Der Behälteraufsatz trägt einen polygonalen Dachhelm mit einer kleinen Laterne.
Ebenfalls um 1910 entstand das Wohnhaus. Es ist ein eingeschossiger Putzbau mit Backstein-Gliederungen unter einem Walmdach. An der Ostseite befindet sich ein Anbau mit Krüppelwalmdach, an der Rückseite zudem noch ein weiterer eingeschossiger Anbau.
Das Maschinenhaus ließ die Stadt im Jahre 1911 als traufständigen Backstein-Bau mit Putzblenden unter Halbwalmdach errichten. Die Schaufassade ist in sieben Achsen gegliedert, wovon der Mittelteil mit drei Achsen unter geschweiftem Giebelabschluss mit Wappen und Erker vorgezogen ist.